# Морено Мартинс, Марсело
Марсе́ло Ма́ртинс Море́но (исп. Marcelo Moreno Martins; 18 июня 1987, Санта-Крус-де-ла-Сьерра) — боливийский и бразильский футболист, игравший на позиции нападающего. Лучший бомбардир в истории сборной Боливии.

## Биография

### Ранние годы
Его отец — бразилец Мауро Мартинс, а мать — боливийка Рут Морено. В разных источниках очерёдность его двух фамилий бывает разной — в испанском языке на первом месте должна стоять фамилия отца (Мартинс Морено), а в португальском — фамилия матери (Морено Мартинс). Марсело — чётвёртый из семи детей Мауро и Рут. В возрасте 13 лет Марсело впервые попал в футбольную школу «Ориенте Петролеро». Дебютировал во взрослом футболе в 2003 году, когда ему ещё не исполнилось 16 лет.

### Клубная карьера
Отыграв сезон в «Ориенте Петролеро», Марсело Мартинс вместе с отцом (поскольку ещё не достиг совершеннолетия) отправился в Салвадор, где подписал контракт с «Виторией». С этой командой выиграл два чемпионата штата Баия и привлёк внимание ведущих бразильских команд. В начале 2007 года перешёл в «Крузейро».
В Кубке Либертадорес 2008 Марсело с «Крузейро» дошёл лишь до стадии 1/8 финала, однако успел забить 8 мячей и вместе с парагвайцем Сальвадором Кабаньясом из мексиканской «Америки» стал лучшим бомбардиром турнира.
27 мая 2008 года заключил пятилетний контракт с донецким «Шахтёром». Сумма трансфера составила 9 млн евро. Дебютировал в составе «горняков» 27 июля 2008 года в матче с клубом «Карпаты» из Львова. В начале сезона 2008/09 Морено не мог закрепиться в основном составе «Шахтёра», редко выходил на поле и не мог забить. 1 ноября 2008 года в матче 13-го тура Премьер-лиги против луганской «Зари» забил два гола, ставшие для него первыми в чемпионате Украины.
С мая 2009 выступал за бременский «Вердер» на правах аренды, которая обошлась немецкой стороне в 2 миллиона евро. Срок аренды составил один год. Марсело, как считает Луческу, в своём первом сезоне не сумел адаптироваться к украинскому чемпионату и пробиться в основной состав «Шахтёра».
1 февраля 2010 года перешёл на правах аренды в английский «Уиган Атлетик». В английской Премьер-лиге Морено играл до конца сезона 2009/10.
15 декабря 2011 года перешёл в бразильский «Гремио». Наибольшего успеха Мартинс Морено добился в 2014 году, когда, выступая на правах аренды за «Крузейро», помог «лисам» стать чемпионами Бразилии.
С 2015 по 2019 год выступал в Китае. Вернулся в Бразилию в 2020 году с целью помочь «Крузейро», который в предыдущем сезоне вылетел в Серию B.

### Выступления за сборную
Марсело привлекался в юношескую сборную Бразилии, однако из-за небольших перспектив занять место в основе и холодного отношения публики в Бразилии к возможности выступления за сборную не урождённого бразильца, он принял решение выступать за сборную Боливии. В национальной сборной Боливии дебютировал 12 сентября 2007 года в матче с командой Перу.
В середине 2019 года Марсело был приглашён в сборную для участия в Кубке Америки, который состоялся в Бразилии. Во втором матче в группе против Перу, отличился голом с пенальти на 28-й минуте, однако его команда уступила 1:3.
18 ноября 2020 года Марсело Морено Мартинс стал абсолютным рекордсменом сборной Боливии по количеству забитых голов. Он отметился забитым голом на 41-й минуте гостевого матча отборочного турнира к чемпионату мира против Парагвая (2:2). Для нападающего этот гол стал 21 в футболке национальной команды, и он побил прежний рекорд Хоакина Ботеро в 20 мячей, державшийся с 2009 года.

## Достижения
Командные
- Чемпион штата Баия (2): 2005, 2007
- Обладатель Кубка штата Баия (Taça Estado da Bahia) (3): 2004, 2005, 2006
- Чемпион штата Минас-Жерайс (1): 2008
- Чемпион Бразилии (1): 2014
- Чемпион Украины (1): 2010/11
- Обладатель Кубка Украины (1): 2010/11
- Обладатель Кубка УЕФА (1): 2008/09

Личные
- Футболист года в Боливии: 2008
- Лучший бомбардир Кубка Либертадорес (1): 2008
- Лучший бомбардир в истории сборной Боливии